# Wędrogów
Wędrogów est une localité polonaise de la gmina de Kowiesy, située dans le powiat de Skierniewice en voïvodie de Łódź.